# 吉田傑俊
吉田 傑俊（よしだ まさとし、1940年7月29日 - ）は、日本の哲学者。法政大学名誉教授。専攻は、哲学・思想史。元唯物論研究協会委員長。
大阪市生まれ。1965年京都大学文学部哲学科卒業。67年同大学院修士課程修了、神戸大学文学部助手、鹿児島大学教育学部講師、助教授、教授、法政大学社会学部教授、1996年唯物論研究協会委員長。2011年名誉教授。

## 著書
- 『唯物論と日本イデオロギー』汐文社 現代唯物論叢書 1980
- 『戦後思想論』青木書店 1984
- 『現代思想論 プレモダン・モダン・ポストモダン批判』白石書店 1989
- 『現代民主主義の思想』青木書店 1990
- 『知識人の近代日本』大月書店 科学全書 1993
- 『マルクス思想の現代的可能性 民主主義・市民社会・社会主義』大月書店 1997
- 『国家と市民社会の哲学』青木書店 シリーズ現代批判の哲学 2000
- 『市民社会論 その理論と歴史』大月書店 2005
- 『近代日本思想論 1　福沢諭吉と中江兆民 〈近代化〉と〈民主化〉の思想』大月書店 2008
- 『近代日本思想論 2「京都学派」の哲学 西田・三木・戸坂を中心に』大月書店 2011
- 『近代日本思想論 3 丸山眞男と戦後思想』大月書店 2013
- 『象徴天皇制考 その現在・成立・将来』本の泉社、2018

### 共編著
- 『現代日本の思想 伝統と転回』編 梓出版社 1988
- 『ハーバマスを読む』渡辺憲正,尾関周二共編 大月書店 1995
- 『戸坂潤の哲学』編 こぶし文庫 戦後日本思想の原点　2001
- 『「共生」思想の探求 アジアの視点から』卞崇道,尾関周二共編 青木書店 2002
- 『アーレントとマルクス』佐藤和夫, 尾関周二共編 大月書店 2003
- 『古在由重の哲学』編・こぶし文庫 戦後日本思想の原点　2006
- 『哲学中辞典』尾関周二,後藤道夫,古茂田宏, 佐藤和夫,中村行秀,渡辺憲正共編 知泉書館 2016

### 翻訳
- デヴィド・マクレラン, ショーン・セイヤーズ編著『社会主義と民主主義』文理閣 1996
- ジョン・エーレンベルク『市民社会論 歴史的・批判的考察』監訳　青木書店 2001

## 論文
- Cinii